# Guillaume Blanc
Pour les articles homonymes, voir Blanc (homonymie).
Guillaume Blanc, né en 1982, est enseignant-chercheur en histoire contemporaine et spécialiste de l'histoire de l'environnement et de l'Afrique au XXe siècle. Il est maître de conférences en histoire contemporaine à l’université Rennes 2 depuis 2017.
Après avoir publié un premier ouvrage sur l'histoire des parcs nationaux, il a notamment signé en 2020 un essai historique sur le « colonialisme vert » qui a connu une certaine médiatisation.

## Biographie
Guillaume Blanc a soutenu en 2013 une thèse de doctorat en histoire à l'université Paris 1 Panthéon-Sorbonne (en codirection avec l'université du Québec à Trois-Rivières) intitulée « Les territoires des parcs nationaux (Canada, Éthiopie, France) : logiques identitaires, patrimoniales et nationales » sous la direction des professeurs Bertrand Hirsch et Stéphane Castonguay. La thèse est publiée deux ans plus tard aux éditions de la Sorbonne.
Après cette thèse, Guillaume Blanc a étudié plus spécifiquement l'Éthiopie et le parc national du Simien, situé sur les plateaux dans la partie nord du pays, au nord-est de Gondar. Dans ces travaux, l'auteur choisit de décrire ces espaces en faisant remonter son étude au XIXe siècle, ce qui lui permet de décrire l'histoire de la création de ces parcs naturels et les expulsions de population qui y ont été associées.
Dans L'Invention du colonialisme vert, l'historien étend ses réflexions à l'ensemble du continent et décrit ce qu'il appelle le « fantasme de la nature en Afrique ».
En 2021, lors un entretien sur le site actu-environnement, il critique les politiques environnementales prônées par des institutions internationales, notamment l'UICN, en expliquant que le mot de « nature » n'existe d'ailleurs pas dans de nombreuses langues parlées en Afrique subsaharienne.

## Travaux

### L'histoire des parcs nationaux
Guillaume Blanc a consacré ses premiers travaux académiques sur une étude comparative des parcs nationaux entre la France, le Canada et l’Éthiopie. Son étude sur le cas de l’Éthiopie porte en particulier sur le parc du Simien, devenu parc national en 1969 et labellisé UNESCO en 1978. L’historien décrit comment des institutions internationales de la conservation ont recommandé l’expulsion des 3 000 habitants du parc et l’installation de gardes armés avec mission de sanctionner l’agropastoralisme. Il veut montrer ici comment la violence est utilisée à l’encontre des populations dans ce parc.
À l’inverse, les parcs naturels occidentaux, comme ceux présents en France, cherchent à concilier défense de la nature et habitats  activités humains. L’objectif est de tendre, vers « un subtil équilibre entre milieu naturel et activités humaines ».

### Le colonialisme vert
Dans son essai L’Invention du colonialisme vert, publié en 2020, Guillaume Blanc propose une analyse du « colonialisme vert », c’est-à-dire de l’utilisation de la nature au sein du processus de la colonisation et de ses conséquences dans les sociétés postcoloniales. Pour lui, le contrôle de la nature allait de pair avec le contrôle des pays africains.
Selon l’auteur, une des expressions du capitalisme vert est celle du principe de « protéger l’Afrique des Africains ». Il affirme que le colonialisme a érigé l’image, dès le XIXe siècle, de l’agriculteur africain comme d’un destructeur de la nature (déforestation, braconnage, etc.). Les populations locales seraient alors responsables de la réduction de la part des forêts, selon des chiffres parfois arbitraires et catastrophistes. Il explique, par exemple, que l’idée selon laquelle la présence de forêt en Éthiopie serait tombée de 40 % à 3 % du territoire correspond à un mythe basé sur une enquête approximative de 1961. Chiffre utilisé, entre autres, par Al Gore dans son livre Urgence planète Terre.
De plus, cette « criminalisation du paysan africain » s’oppose à la réalité historique : les agriculteurs du continent ayant contribué à une grande partie de la création de leurs forêts au cours de l’histoire.
En outre, l’historien critique les politiques menées en Afrique par différents organismes internationaux comme l’Unesco, le WWF ou l’UICN. Il leur reproche d’avoir participé aux campagnes d’expulsion d’habitants lors de la création de différents parcs – sous prétexte de défense de l’environnement – et d’avoir encouragé ou accepté la mise en tourisme de ces mêmes espaces, en contradiction avec ce même objectif. Il dit en conclusion que « Les institutions internationales ne protègent pas la nature africaine, elles protègent une idée coloniale de l'Afrique ».
Enfin, pour Guillaume Blanc, le colonialisme vert désigne également les opérations de « greenwashing » que peuvent mener des entreprises comme Rio Tinto, Exxon Mobil ou encore Total, capables de soutenir des parcs naturels africains afin de verdir leur image sur ce continent.

### Penser les décolonisations
En 2022, Guillaume Blanc publie un ouvrage de synthèse sur l'histoire de la décolonisation, Décolonisations, qui a pour spécificité de refuser d'adopter un plan diachronique — l'avant et l'après décolonisation — pour insister sur les continuités de l'expérience vécue et la « superficialité de la rupture ». Cet ouvrage fait suite à un cours sur les décolonisations qu'il dispense à Rennes 2 à la suite de Vincent Joly.

## Critiques et controverses
Son travail a provoqué de vives réactions dans les milieux de la conservation de la nature, suscitant « l’étonnement et la consternation de la communauté scientifique concernée ». Chose rare, le  sous-directeur de l'UNESCO Ernesto Ottone Ramirez s'est personnellement exprimé dans une tribune ouverte dans Le Monde pour réfuter les arguments de Guillaume Blanc, arguant qu'« En Afrique, faire de la protection de la nature un grand dessein colonial n’est pas sérieux », et rappelant que les réserves de l’Unesco « abritent plus de 250 millions d’habitants dans le monde [dont] 21 millions [en Afrique,] dans 29 pays », où leur diversité culturelle et leur mode de vie sont tout aussi respectés que la biodiversité. 

## Ouvrages
- Une histoire environnementale de la nation : regards croisés sur les parcs nationaux du Canada, d'Éthiopie et de France, Paris, Publications de la Sorbonne, 2015, 319 p. (ISBN 978-2035833433)
- Humanités environnementales : enquêtes et contre-enquêtes (Avec Élise Demeulenaere et Wolf Feuerhahn), Paris, Publications de la Sorbonne, 2017, 350 p. (ISBN 978-2035833433)
- Un communiste d’Algérie. Les vies de Jules Molina, Alger & Paris, Barzakh & Éditions de la Sorbonne, 2020, 158 p. (ISBN 979-10-351-0549-5)
- L'invention du colonialisme vert : Pour en finir avec le mythe de l'Éden Africain (préf. François-Xavier Fauvelle), Paris/impr. en Espagne, Flammarion, coll. « Champs essais », 2022 (1re éd. 2020), 356 p. (ISBN 9782080289452)
- Décolonisations : histoires situées d'Afrique et d'Asie, XIXe – XXIe siècle, Paris, Éditions du Seuil, 2022, 530 p. (ISBN 978-2035833433)
- Les sociétés africaines et le monde : une histoire connectée (1900-1980) (Avec Françoise Blum, Luc Chantre, Gabrielle Chomentowski, Claire Fredj, Vincent Hiribarren, Antonin Plarier et Marie-Albane de Suremain), Paris, Atlande, 2022, 779 p. (ISBN 9782350308418)
- Protéger et détruire. Gouverner la nature sous les Tropiques (20e-21e siècle) (Avec Guérin Mathieu et Grégory Quenet), Paris, CNRS Éditions, 2022, 384 p. (ISBN 9782271144256)
- Colonisations. Notre histoire (sous la direction de Pierre Singaravélou, avec Arthur Asseraf, Mélanie Lamotte et Nadia Yala Kisukidi), Paris, Seuil, 2023, 944 p. (EAN : 9782021494150)
- La nature des hommes. Une mission écologique pour « sauver » l'Afrique, Paris, La Découverte, 2024, 336 p.  (ISBN 9782348081743)
- La nature de l’historien. Par le haut, par le bas, Paris, CNRS Editions, 2025, 208 p. (EAN 9782271149466)
- Afrique contemporaine, Paris, La Documentation Photographique « Histoire » n° 8165 (CNRS Éditions), 2025, 64 p. (EAN 9782271153234)